# 당남리섬
당남리섬은 경기도 여주시 대신면 천서리에 위치한 남한강의 섬이다. 인근에 이포보가 위치해 있으며 섬 위로 이포대교가 지나간다.
여주시에서는 2015년에는 메밀 꽃밭을, 2016년에는 추석 연휴 기간을 중심으로, 경관 농업단지 조성을 위해 메밀꽃과 코스모스의 파종시기를 조정하여 두 꽃이 함께 핀 3만m2 규모의 꽃밭을 조성하기도 하였다.